# Carretera Amàlia

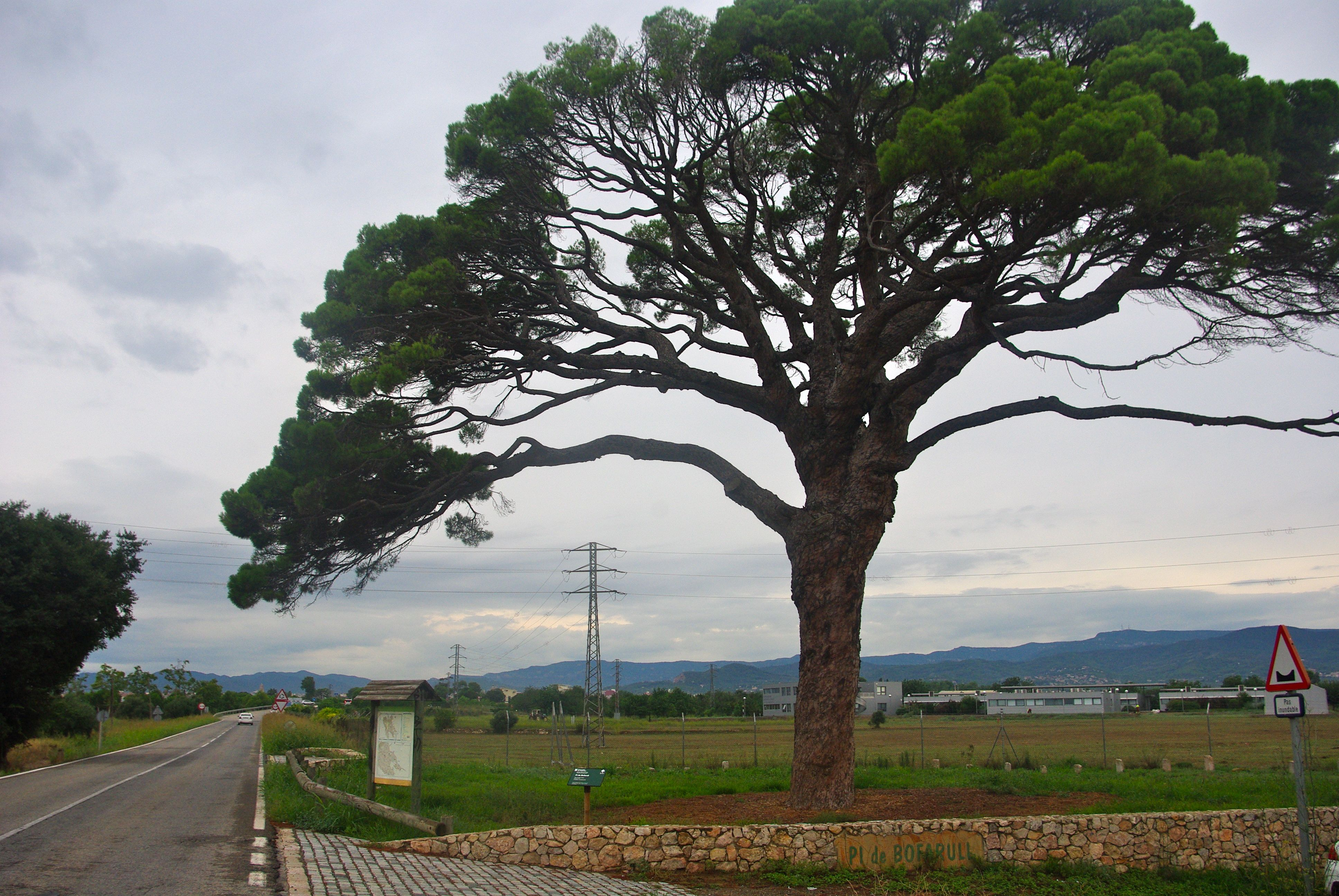
La carretera Amàlia. Un dels trams que en queden, a la vora del Pi de Bofarull

La Carretera Amàlia és el nom que va rebre inicialment i que va persistir durant molts anys, la carretera que uneix la ciutat de Reus amb la de Tarragona.

## Context històric
Com a conseqüència de l'aixecament dels malcontents, Ferran VII va venir a Catalunya per a examinar sobre el terreny les causes del conflicte, i va repartir la seva estada entre Tarragona i Barcelona. A Tarragona hi va fer estada en diverses ocasions, una del 28 de setembre al 28 d'octubre de 1827, quan marxà cap a València per deixar lliure el terreny al Comte d'Espanya perquè portés a terme la repressió i les execucions dels caps de la revolta. Va tornar a Tarragona el 24 de novembre, acompanyat aquesta vegada per la reina Amàlia. Emili Morera diu que Ferran VII quan era a Tarragona, "destinaba todas las tardes para paseo […] dando la vuelta por la muralla alta a fin de contemplar el hermoso panorama del Campo de Tarragona...". Va veure, o li van aconsellar, la necessitat de construir una carretera de Tarragona a Reus en línia recta, a la qual en donà el nom d'Amàlia, en honor de la seva esposa. S'hi va començar a transitar el 1829.
La idea d'obrir un camí carreter que unís les dues ciutats no era una novetat l'any 1827. Vint-i-sis anys abans, pel gener de 1801, el govern de Carles IV havia ordenat, a causa d'una sèrie de pressions entorn a l'arranjament del port de Tarragona, que es fes un estudi per veure si era factible la construcció d'un canal navegable que unís Reus amb Tarragona, afegint, que si no era viable, es bastís una carretera, que amb les vicissituds de la Guerra del francès, no es va poder tirar endavant. Aquest canal navegable es va presentar com una alternativa al Canal de Reus a Salou, per potenciar el port de Tarragona.

## Inici i gestió
Es va celebrar un acte el 27 d'octubre de 1827 per fixar la direcció i donar començament als treballs de la nova via de comunicació. A les quatre de la tarda va arribar Ferran VII i el seu seguici al pavelló de domàs carmesí guarnit amb les armes reials que s'havia aixecat a la banda dreta del riu Francolí. Va ser saludat per la Junta Protectora de les Obres del Port, que era l'entitat que havia aconseguit el permís reial per a la construcció de la nova via, i pels alcaldes de Tarragona i Reus. Aquest últim era el jutge Antonio Chamochín. El sobirà i el seu seguici es van dirigir al lloc on havia de començar la construcció de la carretera. El rei va fixar la delineació de la carretera i van començar a picar vuitanta penats, als quals va dir el rei que anaven "decentemente vestidos"
La gestió de la nova via de comunicació entre Tarragona i Reus va quedar sota la protecció dels capitans generals de Catalunya i encomanada al director, i als seus successors, de la Junta d'Obres del Port de Tarragona. Es va finançar amb els cabals que produïen els arbitris del port. Aquesta dependència de la via al port de Tarragona, va tenir una gran importància en el desenvolupament econòmic del Baix Camp i del Tarragonès, ja que, a la reducció de distàncies entre les dues ciutats, amb l'estalvi de temps que comportava, s'hi va afegir el caràcter franc de la nova via, perquè no era "carretera general" sinó "de travessia" i tenia per objecte el transport dels productes agrícoles. Els usuaris no pagaven cap peatge, i el 3 d'abril de 1828 es va reafirmar per la Secretaria d'Estat des de Madrid, la gratuïtat del pas.
La Primera Guerra Carlina, va mostrar la importància d'aquesta via en afavorir les comunicacions entre les dues ciutats veïnes i prevenir o facilitar les accions militars. Un edifici, avui desaparegut, El Fort, era una de les fortificacions construïdes per a protegir el trànsit per la carretera Amàlia, i sobretot per a protegir l'accés al port de Tarragona.
La Carretera Amàlia va sobreposar-se en alguns trams a l'antic Camí de Tarragona que sortia de Reus i al Camí de la Creu, que arribava a Tarragona passant per La Canonja. Actualment aquesta via coincideix en part amb la N-420 des de Reus a Tarragona i amb la T-11, i s'uneix a la N-340 quan arriba a Tarragona. Una part del seu traçat, reformat, segueix exactament el traçat antic.